# 多摩消防署 (神奈川県)
多摩消防署（たましょうぼうしょ）は、神奈川県川崎市多摩区にある川崎市消防局の消防署。

## 概要
本署および3出張所がある。
出張所含め140人の消防吏員が在籍しており、指揮情報隊、特別救助隊、はしご隊各1隊、消防隊4隊、救急隊4隊が配備されている。

## 沿革
- 1945年 - 中原消防署登戸出張所として設置
- 1964年 - 菅出張所を開設
- 1968年 - 登戸出張所から川崎市稲田消防署に昇格
- 1971年 - 宿河原出張所を開設
- 1972年 - 川崎市の行政区設置に伴い川崎市多摩消防署に名称変更
- 1974年 - 栗谷出張所を開設
- 1991年 - 本署が新庁舎に移転
- 2020年 - 宿河原出張所が改築され、新庁舎となった。同時に救急業務を開始した。
- 2022年-栗谷出張所が改築され、新庁舎となった。

## 所在地
- 川崎市多摩区枡形二丁目6番1号
- アクセス：小田急小田原線向ヶ丘遊園駅

## 出張所
- 菅消防出張所
  - 川崎市多摩区菅馬場一丁目13番1号
- 宿河原消防出張所
  - 川崎市多摩区宿河原三丁目12番1号
- 栗谷消防出張所
  - 川崎市多摩区栗谷三丁目30番8号